# Live and Let Die
Live and Let Die (bra: Com 007 Viva e Deixe Morrer; prt: 007 - Vive e Deixa Morrer) é um filme britânico de acção e espionagem de 1973, o oitavo da série James Bond e o primeiro com Roger Moore no papel do agente 007. Realizado por Guy Hamilton e produzido por Albert Broccoli e Harry Saltzman, tem seu roteiro baseado no romance homónimo de Ian Fleming.
James Bond é enviado aos Estados Unidos para deter um traficante de droga, Mr. Big, que vende droga a custo zero para pôr seus concorrentes fora de cena e garantir o monopólio no negócio. O agente vê-se apanhado num mundo de gângsters e de feiticeiros vudu.
Live and Let Die é frequentemente referido como um género de blaxploitation (acrónimo de black - negro - e exploitation - exploração), ou seja, um filme referente à sociedade negra. Muitos aspectos deste género foram introduzidos no filme bem como certas localidades onde a raça negra era mais expressa como Nova Orleans e Nova Iorque.

## Sinopse
O filme começa com a morte de três agentes do MI6 num espaço de 24 horas enquanto vigiavam um político chamado Dr. Kananga, chefe de uma ilha das Caraíbas, San Monique.Após fazer amor com a bela Miss Caruso, James Bond é enviado a Nova Iorque onde o primeiro agente foi morto enquanto que Kananga estava nas Nações Unidas. Mal chega à cidade, Bond entra num táxi e enquanto é transportado a caminho de Felix Leiter da CIA, o condutor é assassinado através de uma flecha lançada pelo retrovisor de outro carro que estava a ultrapassar.
O assassino conduz Bond até um restaurante chamado Fillet of Soul cujo proprietário é um gângster chamado Mr. Big. Lá conhece Solitaire, uma bonita taróloga que consegue prever o futuro. Kananga ordena a um associado para matar o agente, mas Bond escapa. O agente presegue Kananga até San Monique onde se encontra com Rosie Carver, uma agente da CIA no seu quarto de hotel. Eles fazem amor e no dia seguinte decidem ver o lugar onde o terceiro agente morreu. Após fazerem amor novamente perto de um rio em San Monique, Bond consegue obrigar Rosie a confessar que é uma agente dupla, mas ela é assassinada pelos comparsas de Kananga antes de confessar para quem está trabalhando. O agente encontra-se com o filho de Quarrel (o velejador jamaicano de Dr. No), Quarrel Júnior, e este leva o agente para a casa de Solitaire. Com um baralho de tarot unicamente constituido pelas cartas dos amantes, Bond consegue seduzir a taróloga e fazer amor com ela no seu quarto, fazendo ela perder a virgindade mas com a relação que teve com o agente, Solitaire perde as suas capacidades de ver o futuro sendo obrigada a cooperar com Bond para deter Kananga. Porém, antes eles fazem amor de novo.
O agente descobre que Kananga está a produzir duas toneladas de heroína, afastando a sua produção de papoulas da população com feitiçaria vudu. O plano de Kananga é distribuir as duas toneladas de drogas gratuitamente no mercado negro, que aumentaria assim o consumo derrubando os seus concorrentes para ter o monopólio do negócio. Após eles sairem de San Monique, eles fazem amor de novo no barco de Quarrel mas os homens de Kananga capturam Bond e Solitaire no aeroporto de Nova Orleães. Bond não reconhece o Sr. Big, pensado que Kananga seria outra pessoa. O gângster tira a máscara e pergunta ao agente se teve relações com Solitaire.
Kananga deixa 007 nas mãos de Tee Hee, um capanga do cabecilha. Tee Hee leva-o até uma quinta de crocodilos algures na Louisiana. Entretanto Kananga deixa Solitaire com o Barão Samedi para ser sacrificada. Bond é deixado em cima de um rochedo no meio de um lago cheio de crocodilos mas o agente escapa saltando em cima deles e põe fogo à quinta matando alguns homens de Kananga. Bond foge e entra numa perseguição de barcos com os homens de Kananga atrás dele atraindo um xerife local, J. W. Pepper, e a polícia estatal.
De regresso a San Monique, Bond salva Solitaire de um ritual vudu, e atira o Barão Samedi num caixão cheio de cobras. Os dois entram numa sepultura disfarçada de entrada para a casa de Kananga. Este faz uma série de golpes no braço de Bond, ata o agente a Solitaire e iça os dois em cima de um tanque de tubarões. Com o relógio a passar-se por uma mini-serra elétrica circular, Bond consegue escapar-se e põe um frasco cheio de gás na boca de Kananga, arrebentando o ditador. Com o trabalho feito, Solitaire e Bond saem do estado num comboio.
Os dois partem para os EUA num trem, onde eles pretendem fazer amor a noite.Tee Hee tenta fazer uma última tentativa de assassinato contra Bond mas o agente consegue atirá-lo através da janela. Finalmente,sem perigo algum, eles fazem amor. O filme termina com Samedi, que aparentemente sobreviveu, rindo sentado na locomotiva.

## Elenco
- Roger Moore - James Bond
- Jane Seymour - Solitaire
- Yaphet Kotto - Dr. Kananga e Mr. Big
- Julius Harris - Tee Hee Johnson
- Geoffrey Holder - Baron Samedi
- Clifton James - Xerife J.W. Pepper
- Gloria Hendry - Rosie Carver
- Madeline Smith - Miss Caruso
- Bernard Lee - M
- Lois Maxwell - Miss Moneypenny
- David Hedison - Felix Leiter

## Produção
1972. Os anos 70 marcados pelos hippies e por um série de conflitos mudam o mundo e James Bond tem que se adaptar à nova realidade. Os anos 60 terminam e Sean Connery deixa o papel. A interpretação do ator escocês leva muitos críticos a afirmar que com o fim de Connery também a série 007 estaria terminada. Mas com Live and Let Die provou-se o contrário.
Os produtores precisam de um argumento novo para os anos 70. Tom Mankievicz, o argumentista, escolhe o livro de Ian Fleming Live and Let Die, porque achou ousado usar vilões negros em um período no qual grupos como os Panteras Negras surgiam. Guy Hamilton procura novas localidades para as filmagens e é-lhe sugerido Nova Orleans nos Estados Unidos aproveitando os típicos funerais de jazz para criar a sequência inicial e os vários canais de água espalhados nos arredores da cidade.
Durante a procura de locais na Jamaica, os produtores e as suas equipas encontram uma placa de aviso com o texto Invasores serão devorados. Ao entrar no lugar descobrem uma fazenda de crocodilos, de propriedade de Ross Kananga. Foi a partir daí que surgiu a ideia da cena dos crocodilos em que Mankievicz inspirou-se no nome do proprietário para caracterizar o vilão.
A procura do novo Bond começa e o favoritismo estava para Burt Reynolds. Mankievicz tenta convencer Sean Connery a regressar ao papel afirmando as cenas de acção que o filme iria conter mas o actor rejeita. A amizade entre os produtores e Roger Moore faz com que o actor inglês seja escolhido para interpretar 007. Moore traz uma nova personalidade a James Bond diferenciando-se assim de Sean Connery. Este último tinha a personalidade machista bem expressa enquanto que Moore traz um Bond mais sensível sem imitar diretamente Sean Connery. Sendo Moore um actor mais virado para a comédia, Mankievicz decidiu trazer várias cenas cómicas para este filme.
Mas antes da procura, a equipa já estava a filmar a cena 156: a perseguição aquática nos canais dos arredores de Nova Orleães. Ali aproveitam uma casa no meio para filmar parte da perseguição e ensaiaram vários saltos dos barcos entre vários canais. Mas a violência da cena causa problemas a Moore pois parte uma perna e perde um dente.
Em relação aos actores, Mankievicz quis procurar uma actriz negra para a personagem Solitaire com e propôs Diana Ross mas os produtores queriam seguir o livro e procuram uma actriz branca e escolheram Jane Seymour. Yaphet Kotto que estava a fazer outro filme para a United Artists foi convidado para interpretar Kananga. Gloria Hendry foi chamada para o papel da dupla agente Rosie Carver e Julius Harris para Tee Hee. Clifton James, um nova-iorquino, foi chamado para o papel do sheriff Pepper usando uma pronúncia do Sul dos Estados-Unidos.
A 12 de Novembro de 1972, a equipe viaja até à Jamaica. A 30 de Novembro filma uma das cenas mais marcantes: a perseguição de um autocarro de dois andares e que no fim, ao passar por uma ponte baixa, a parte superior é totalmente removida. Mais tarde é filmada a cena com Bond saltando sobre os crocodilos, com Ross Kananga fazendo a ação e precisando cinco takes para realizar corretamente. A 19 de Dezembro, a equipa regressa a Londres para completar o filme como a serpente na casa de banho e o ritual vudu.

## Música
John Barry não estava disponível para a compor a trilha sonora dando lugar a George Martin. Martin conseguiu arranjar Paul McCartney para compor o tema, "Live and Let Die" que se tornou um dos grandes sucessos de Paul e os Wings. A canção fora regravada pelos grupos Guns N' Roses e The Pretenders e ganhou uma indicação ao Oscar de melhor canção original.
O grupo de jazz de Nova Orleans Olympia Brass Band aparece na cena do funeral, com o trompetista da banda, Alvin Alcorn, interpretando um assassino.

## Recepção
A 5 de Julho de 1973, Live and Let Die estreia em Londres e obtém mais um recorde na bilheteria, faturando 36 milhões de dólares nos EUA e 161 milhões no resto do mundo.Muitos criticaram a ênfase exagerada na comédia.No final,os produtores conseguiram fazer a maior proeza de todas: deram ao mundo um novo 007.